# Augusto Polo Campos
Augusto Armando Polo Campos (Ayacucho, 25 febbraio 1932 – Lima, 17 gennaio 2018) è stato un compositore peruviano.

## Biografia
Nato ad Ayacucho, Polo Campos è considerato uno dei migliori compositori peruviani di tutti i tempi. È stato autore di molti successi internazionali popolari che rappresentano l'originalità e la ricchezza dell'identità peruviana con la loro melodia e i loro testi.
Nel 1933 la sua famiglia andò a risiedere nella città di Lima. Vivevano nello storico distretto di Rímac, (anche il nome del fiume più famoso di Lima). Fin dalla tenera età Augusto ha scoperto l'amore e la capacità di recitare e comporre versi e poesie.
La sua casa veniva spesso visitata da artisti e cantanti che amavano ballare e cantare musica peruviana, il che alla fine avrebbe influenzato e motivato la creatività di Polo Campos, che non molto tempo dopo sarebbe diventata una carriera prolifica e di successo come compositore ammirato le cui canzoni avrebbero fatto parte delle tradizioni peruviane per sempre.
Ebbe una controversia sulla paternità della canzone "Cariño Malo", con Armando Manzanero e APDAYC.
Non ha mai studiato musica e non suona nessuno strumento, essendo un autodidatta il cui talento e intelligenza lo hanno aiutato a creare molte bellissime canzoni rendendolo capace di ottenere un Guinness Record per aver potuto realizzare una canzone in meno di 2 minuti. Una delle sue canzoni è stata inclusa nel film di James Bond Quantum of Solace.
Ha avuto una figlia, Flor e un figlio, Augusto Polo Campos, Jr.
Il suo vals Regresa è stato un successo numero uno a livello internazionale per la cantante peruviana Lucha Reyes e di nuovo in forma strumentale per la band elettronica peruviana Madre Matilda. Regresa è stata anche la canzone che ha dato il titolo ad un album dei Los Violines de Lima nel 1970.

## Canzoni
- Cariño Bonito
- Regresa
- De la victoria a la Gloria Alianza Lima
- Esta es mi tierra
- La Jarana de Colón
- Romance en la Parada
- Cariño Malo
- Cada Domingo a las doce, después de la Misa[9]
- Regresa
- Vuelve pronto
- Si Lima pudiera Hablar
- Y se llama... Perú
- Cuando Llora mi Guitarra
- Contigo Perú
- Tu Perdición
- Morena, la Flor de Lima
- Limeña
- Hombre con H
- Ay Raquel

## Discografia
- Pamela Bolero latino americano Peru[10]